# Mac Mini
Mac Mini er en personlig computer, som blev lanceret den 11. januar 2005. Den er relativt lille, modellen som blev lanceret i midten af 2010 er 3,6 cm høj, 19,7 cm dyb og bred og vejer 1,37 kg. De tidligere modeller var ca. 5,1 cm høje, 16,5 cm dybe og brede og vejede 1,32 kg.